# Огастин, Ди Джей
Дэррил Джерард «Ди Джей» Огастин младший (англ. Darryl Gerard "D. J." Augustin, Jr.; род. 10 ноября 1987 года в Новом Орлеане, Луизиана, США) — американский профессиональный баскетболист. Играл на позиции разыгрывающего защитника. Был выбран на драфте НБА 2008 года в первом раунде под общим 9-м номером клубом «Шарлотт Бобкэтс».

## Карьера в колледже
Огастин играл в стартовой пятёрке все 35 матчей первого сезона за «Техас Лонгхорнс», набирая в среднем 14,4 очка и 6,7 передач в среднем за игру. По итогам сезона он был включён в сборную новичков конференции Биг-12 и во вторую сборную всех звёзд конференции Биг-12. Игрок мог выставить свою кандидатуру на драфте НБА 2007 вместе с бывшим партнёром по школьной команде Кевином Дюрантом, но предпочёл остаться в университете, чтобы улучшить свою игру.
По окончании второго сезона Огастин получил приз имени Боба Коузи как лучшему разыгрывающему в студенческом баскетболе. 23 апреля 2008 года игрок решает объявить о своём участии на предстоящем драфте. 3 июня 2008 Огастин нанял агента, тем самым утратив возможность вернуться в любительский баскетбол.

## Карьера в НБА
Огастин был выбран под общим 9-м номером на драфте НБА 2008 года командой «Шарлотт Бобкэтс». 8 июля 2008 игрок подписал свой первый профессиональный контракт. По регламенту лиги для новичков за первый год Огастину полагалось 1,8 млн и 2 млн долларов за следующий.
13 июля 2012 года Ди Джей подписал контракт с «Индиана Пэйсерс».
22 июля 2013 года Огастин подписал контракт с «Торонто Рэпторс», но был отчислен по ходу чемпионата, 9 декабря.
13 декабря 2013 года он подписал контракт с «Чикаго Буллз».
15 июля 2014 года Огастин заключил двухлетнее соглашение с «Детройт Пистонс» на сумму 6 млн долларов.
7 июля 2016 года Огастин подписал контракт с клубом «Орландо Мэджик». Соглашение рассчитано на четыре года, за которые игрок получит 29 млн долларов.
28 ноября 2020 года Огастин подписал трехлетний контракт с «Милуоки Бакс» на сумму 21 миллион долларов.
18 марта 2021 года Огастин был обменян в «Хьюстон Рокетс» вместе с Ди Джей Уилсоном и пиками на драфте на Пи Джей Такера и Родиона Куруца. 19 марта он дебютировал в матче против «Детройт Пистонс».
Огастин был отчислен «Рокетс» 10 февраля 2022 года.
1 марта 2022 года Огастин подписал контракт с «Лос-Анджелес Лейкерс».
23 марта 2023 года Огастин подписал контракт с «Хьюстон Рокетс» до конца сезона, но за команду ни разу не сыграл.
6 ноября 2024 года объявил о завершении карьеры игрока.

## Статистика

### Статистика в НБА
| Сезон   | Команда       | Регулярный сезон | Регулярный сезон | Регулярный сезон | Регулярный сезон | Регулярный сезон | Регулярный сезон | Регулярный сезон | Регулярный сезон | Регулярный сезон | Регулярный сезон | Регулярный сезон | Серия плей-офф | Серия плей-офф | Серия плей-офф | Серия плей-офф | Серия плей-офф | Серия плей-офф | Серия плей-офф | Серия плей-офф | Серия плей-офф | Серия плей-офф | Серия плей-офф |
| Сезон   | Команда       | GP               | GS               | MPG              | FG%              | 3P%              | FT%              | RPG              | APG              | SPG              | BPG              | PPG              | GP             | GS             | MPG            | FG%            | 3P%            | FT%            | RPG            | APG            | SPG            | BPG            | PPG            |
| ------- | ------------- | ---------------- | ---------------- | ---------------- | ---------------- | ---------------- | ---------------- | ---------------- | ---------------- | ---------------- | ---------------- | ---------------- | -------------- | -------------- | -------------- | -------------- | -------------- | -------------- | -------------- | -------------- | -------------- | -------------- | -------------- |
| 2008/09 | Шарлотт       | 72               | 12               | 26,5             | 43,0             | 43,9             | 89,3             | 1,8              | 3,5              | 0,6              | 0,0              | 11,8             | Не участвовал  | Не участвовал  | Не участвовал  | Не участвовал  | Не участвовал  | Не участвовал  | Не участвовал  | Не участвовал  | Не участвовал  | Не участвовал  | Не участвовал  |
| 2009/10 | Шарлотт       | 80               | 2                | 18,4             | 38,6             | 39,3             | 77,9             | 1,2              | 2,4              | 0,6              | 0,1              | 6,4              | 4              | 0              | 18,2           | 29,4           | 33,3           | 83,3           | 1,0            | 1,8            | 0,3            | 0,3            | 4,3            |
| 2010/11 | Шарлотт       | 82               | 82               | 33,6             | 41,6             | 33,3             | 90,6             | 2,7              | 6,1              | 0,7              | 0,0              | 14,4             | Не участвовал  | Не участвовал  | Не участвовал  | Не участвовал  | Не участвовал  | Не участвовал  | Не участвовал  | Не участвовал  | Не участвовал  | Не участвовал  | Не участвовал  |
| 2011/12 | Шарлотт       | 48               | 46               | 29,3             | 37,6             | 34,1             | 87,5             | 2,3              | 6,4              | 0,8              | 0,0              | 11,1             | Не участвовал  | Не участвовал  | Не участвовал  | Не участвовал  | Не участвовал  | Не участвовал  | Не участвовал  | Не участвовал  | Не участвовал  | Не участвовал  | Не участвовал  |
| 2012/13 | Индиана       | 76               | 5                | 16,1             | 35,0             | 35,3             | 83,8             | 1,2              | 2,2              | 0,5              | 0,0              | 4,7              | 19             | 1              | 16,6           | 38,0           | 39,6           | 80,6           | 0,8            | 0,7            | 0,4            | 0,0            | 5,2            |
| 2013/14 | Торонто       | 10               | 0                | 8,2              | 29,2             | 9,1              | 100,0            | 0,4              | 1,0              | 0,1              | 0,0              | 2,1              | Не участвовал  | Не участвовал  | Не участвовал  | Не участвовал  | Не участвовал  | Не участвовал  | Не участвовал  | Не участвовал  | Не участвовал  | Не участвовал  | Не участвовал  |
| 2013/14 | Чикаго        | 61               | 9                | 30,4             | 41,9             | 41,1             | 88,2             | 2,1              | 5,0              | 0,9              | 0,0              | 14,9             | 5              | 0              | 28,2           | 29,2           | 26,9           | 89,5           | 1,6            | 4,8            | 0,6            | 0,0            | 13,2           |
| 2014/15 | Детройт       | 54               | 13               | 23,8             | 41,0             | 32,7             | 87,0             | 1,9              | 4,9              | 0,6              | 0,0              | 10,6             | Не участвовал  | Не участвовал  | Не участвовал  | Не участвовал  | Не участвовал  | Не участвовал  | Не участвовал  | Не участвовал  | Не участвовал  | Не участвовал  | Не участвовал  |
| 2014/15 | Оклахома-Сити | 28               | 1                | 24,2             | 37,1             | 35,4             | 86,1             | 2,2              | 3,1              | 0,6              | 0,0              | 7,3              | Не участвовал  | Не участвовал  | Не участвовал  | Не участвовал  | Не участвовал  | Не участвовал  | Не участвовал  | Не участвовал  | Не участвовал  | Не участвовал  | Не участвовал  |
| 2015/16 | Оклахома-Сити | 34               | 0                | 15,3             | 38,0             | 39,3             | 76,5             | 1,3              | 1,9              | 0,4              | 0,1              | 4,2              | Не участвовал  | Не участвовал  | Не участвовал  | Не участвовал  | Не участвовал  | Не участвовал  | Не участвовал  | Не участвовал  | Не участвовал  | Не участвовал  | Не участвовал  |
| 2015/16 | Денвер        | 28               | 0                | 23,5             | 44,5             | 41,1             | 81,9             | 1,9              | 4,7              | 0,9              | 0,1              | 11,6             | Не участвовал  | Не участвовал  | Не участвовал  | Не участвовал  | Не участвовал  | Не участвовал  | Не участвовал  | Не участвовал  | Не участвовал  | Не участвовал  | Не участвовал  |
| 2016/17 | Орландо       | 78               | 20               | 19,7             | 37,7             | 34,7             | 81,4             | 1,5              | 2,7              | 0,4              | 0,0              | 7,9              | Не участвовал  | Не участвовал  | Не участвовал  | Не участвовал  | Не участвовал  | Не участвовал  | Не участвовал  | Не участвовал  | Не участвовал  | Не участвовал  | Не участвовал  |
| 2017/18 | Орландо       | 75               | 36               | 23,5             | 45,2             | 41,9             | 86,8             | 2,1              | 3,8              | 0,7              | 0,0              | 10,2             | Не участвовал  | Не участвовал  | Не участвовал  | Не участвовал  | Не участвовал  | Не участвовал  | Не участвовал  | Не участвовал  | Не участвовал  | Не участвовал  | Не участвовал  |
| 2018/19 | Орландо       | 81               | 81               | 28,0             | 47,0             | 42,1             | 86,6             | 2,5              | 5,3              | 0,6              | 0,0              | 11,7             | 5              | 5              | 28,2           | 48,8           | 47,6           | 87,5           | 1,6            | 3,8            | 0,4            | 0,2            | 12,8           |
| 2019/20 | Орландо       | 57               | 13               | 24,9             | 39,9             | 34,8             | 89,0             | 2,1              | 4,6              | 0,6              | 0,0              | 10,5             | 5              | 0              | 25,6           | 39,1           | 47,1           | 95,7           | 2,0            | 6,0            | 0,2            | 0,0            | 13,2           |
|         | Всего         | 864              | 320              | 24,1             | 41,2             | 37,9             | 86,5             | 1,9              | 4,0              | 0,6              | 0,0              | 9,9              | 38             | 6              | 21,0           | 36,8           | 39,0           | 87,4           | 1,2            | 2,4            | 0,4            | 0,1            | 8,2            |

### Статистика в колледже
| Сезон                                                                                   | Команда | GP | GS | MPG  | FG%  | 3P%  | FT%  | RPG | APG | SPG | BPG | PPG  |  |
| --------------------------------------------------------------------------------------- | ------- | -- | -- | ---- | ---- | ---- | ---- | --- | --- | --- | --- | ---- |  |
| 2006/07                                                                                 | Техас   | 35 | 35 | 35,6 | 44,9 | 44,1 | 83,8 | 2,8 | 6,7 | 1,5 | 0,1 | 14,4 |  |
| 2007/08                                                                                 | Техас   | 38 | 38 | 37,3 | 43,9 | 38,1 | 78,3 | 2,9 | 5,8 | 1,2 | 0,0 | 19,2 |  |
|                                                                                         | Всего   | 73 | 73 | 36,5 | 44,3 | 40,2 | 80,8 | 2,9 | 6,2 | 1,4 | 0,0 | 16,9 |  |
| Наведите курсор мыши на аббревиатуры в заголовке таблицы, чтобы прочесть их расшифровку |         |    |    |      |      |      |      |     |     |     |     |      |  |